# Kapitäl (arkitektur)

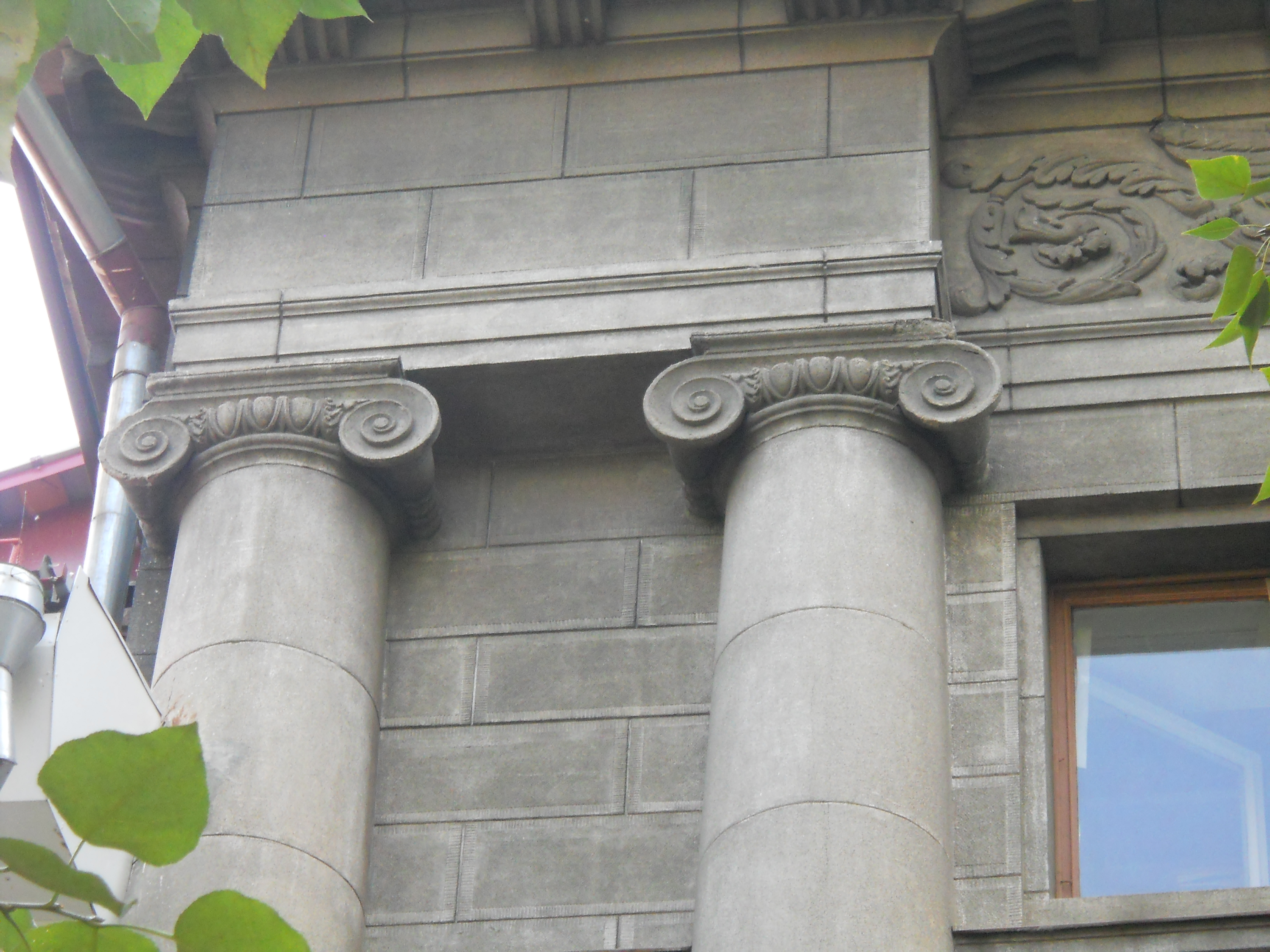
Joniska kapitäl.

Kapitäl (av latin capitulum, "litet huvud", pelarhuvud) är den översta utsmyckade delen av en kolonn, pilaster eller pelare. Kapitälet är ofta karakteristiskt för olika byggnadsstilar.

## Historik
Inom egyptisk arkitektur används kalk- och knoppkapitäl med växtmotiv samt med gudamasker som hathorkapitäl eller horuskapitäl. För den gammalpersiska konsten blev djurprydda kapitäl, särskilt det så kallade tjurkapitälet betecknande.
Hos grekerna fick kapitälet sin mest fulländade formgivning med hals (markerad av ringar eller bladlister), vulst och platta. Kapitälens stil, dorisk, jonisk och korintisk, gav namn åt stilarna i de grekiska kolonnordningarna.
Under tidig kristen tid behölls de klassiska kapitälen, dock vanligen förenklade. Därutöver infördes nya former, särskilt ett av flätband omgivet rundat kapitäl, korgkapitäl. I romansk arkitektur blev kapitälet enkelt, ofta tärnings- eller halvtärningsformat (tärningskapitäl), eller ett mer dekorerat veckkapitäl populärt.
Under gotiken reducerade det oftast till en enkel list eller krans. Renässansen återinförde det antika kapitälet, men varierade ofta formen och utsmyckningen på olika sätt.
I kyrkoportaler och knippepelare kunde kolonnernas kapitäl sammanbindas i långa rader, så kallade kapitälband.

## Sverige
På Gotland bands kolonnernas kapitäl i de gotiska portalerna samman till långsmala kapitälband. Dessa fick en rik skulptural utformning med dekorativa ornament och figurer.

### Galleri

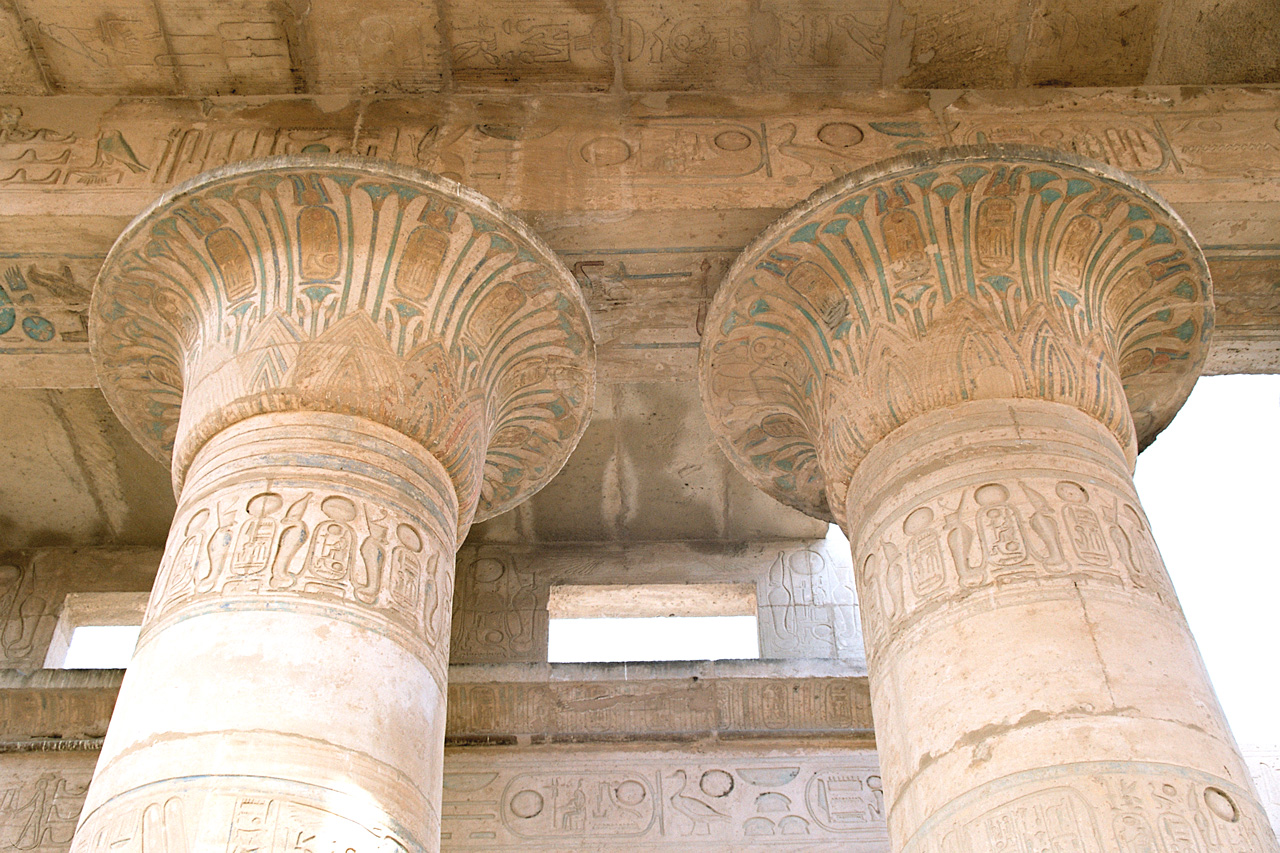
Luxortemplet, kalkkapitäl i form av lotusblommor.
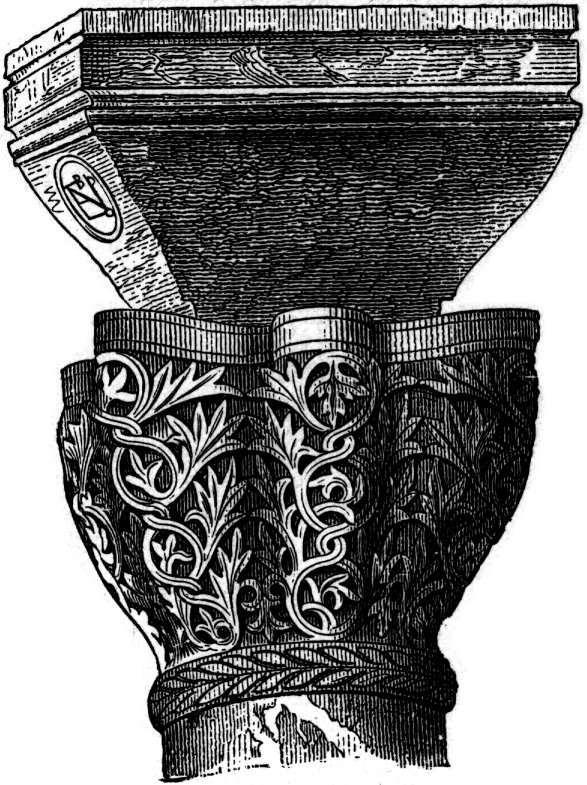
Bysantinskt kapitäl.
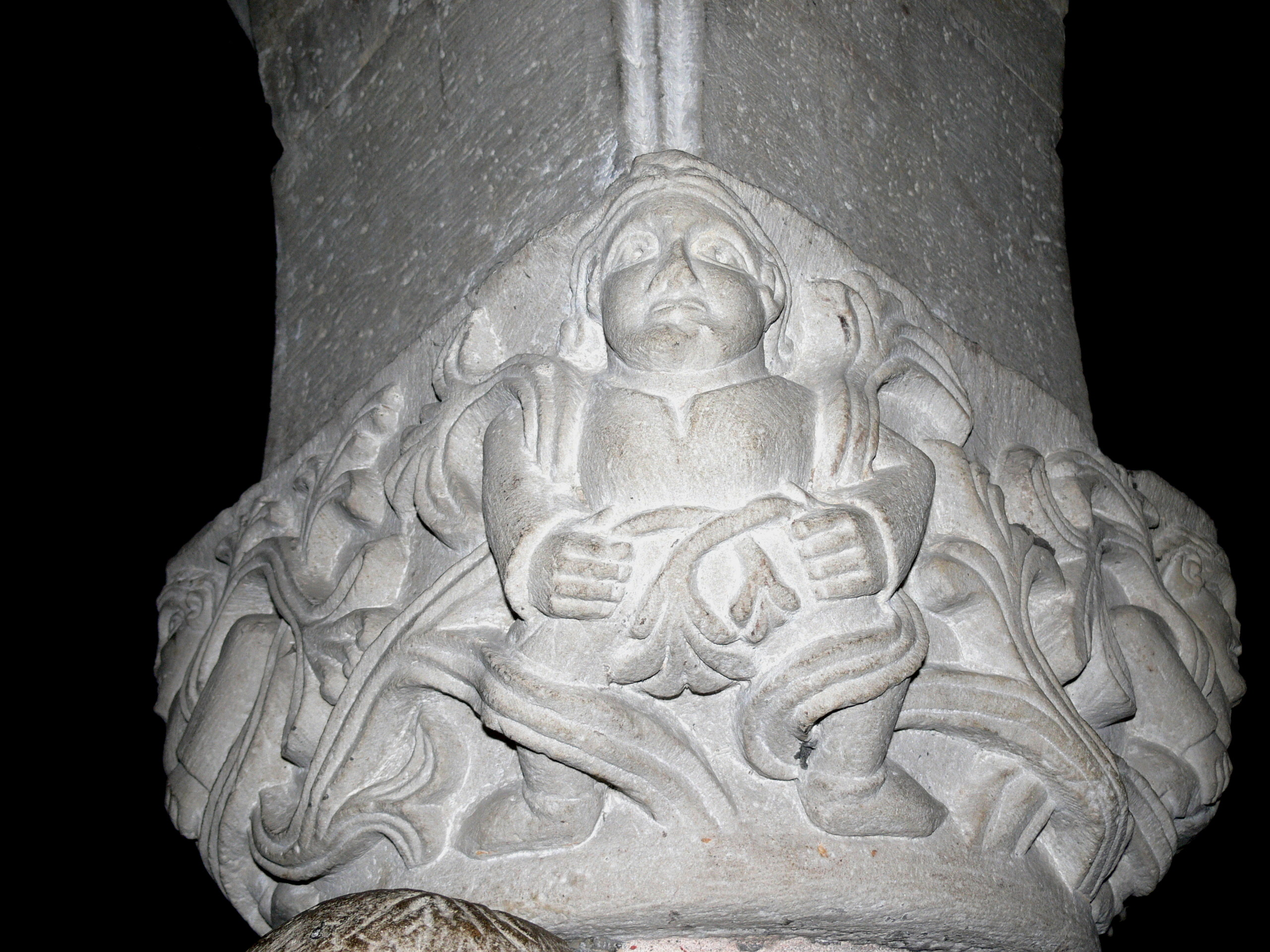
Romanskt figurkapitäl, Lunds domkyrka.
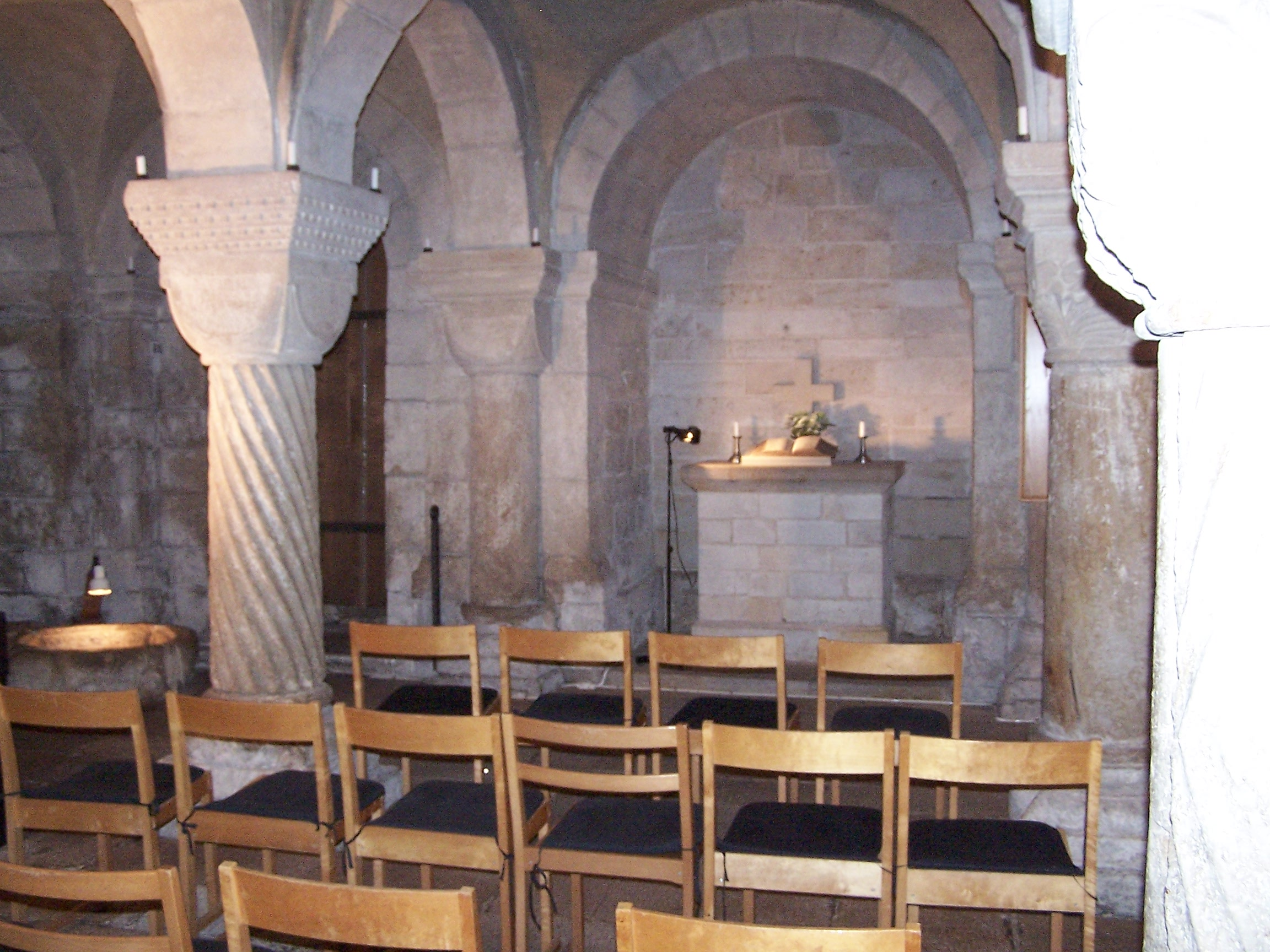
Dalby kyrka, kryptan – tärningskapitäl.
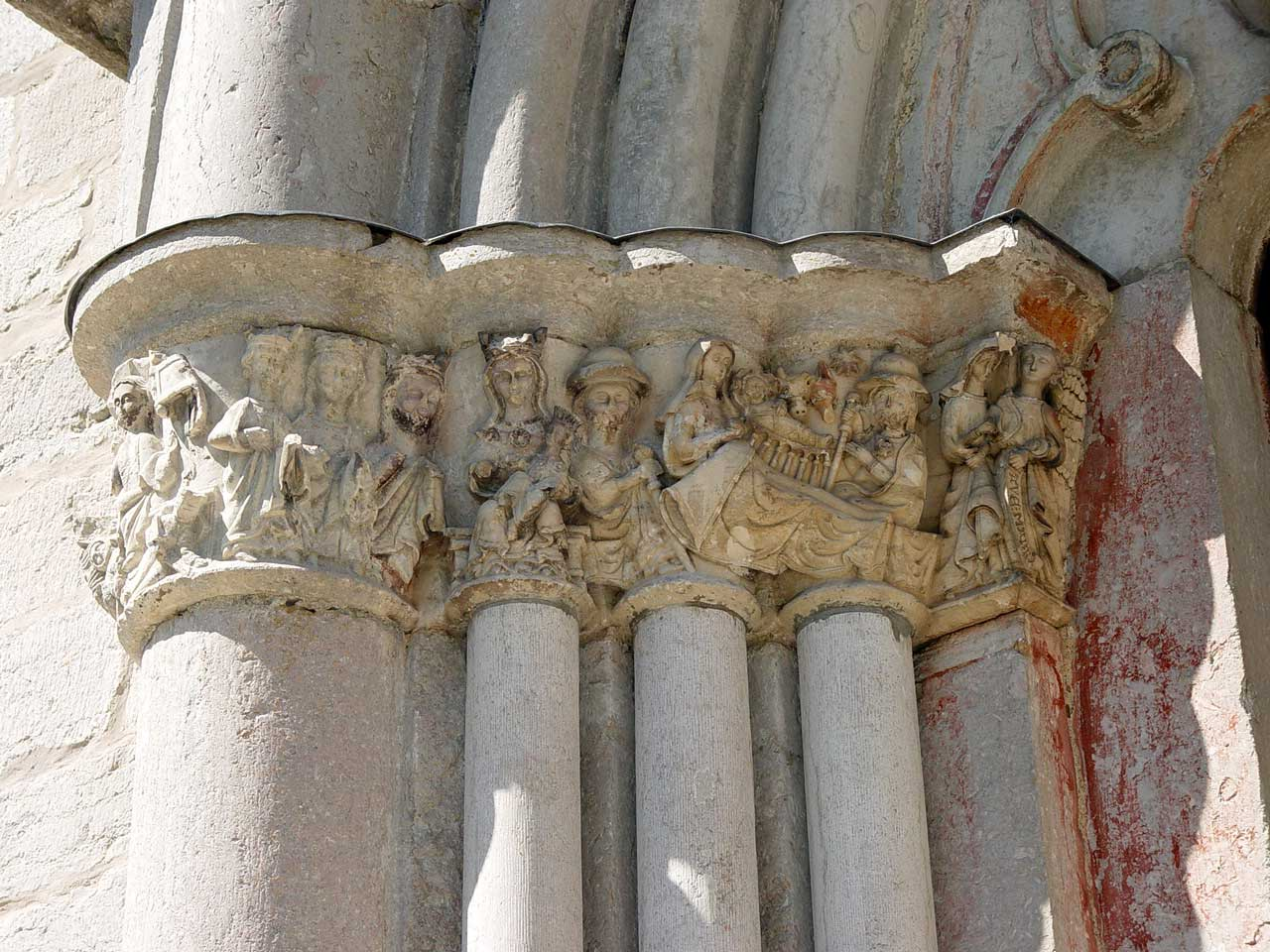
Bro kyrka, Gotland – gotiskt kapitälband.
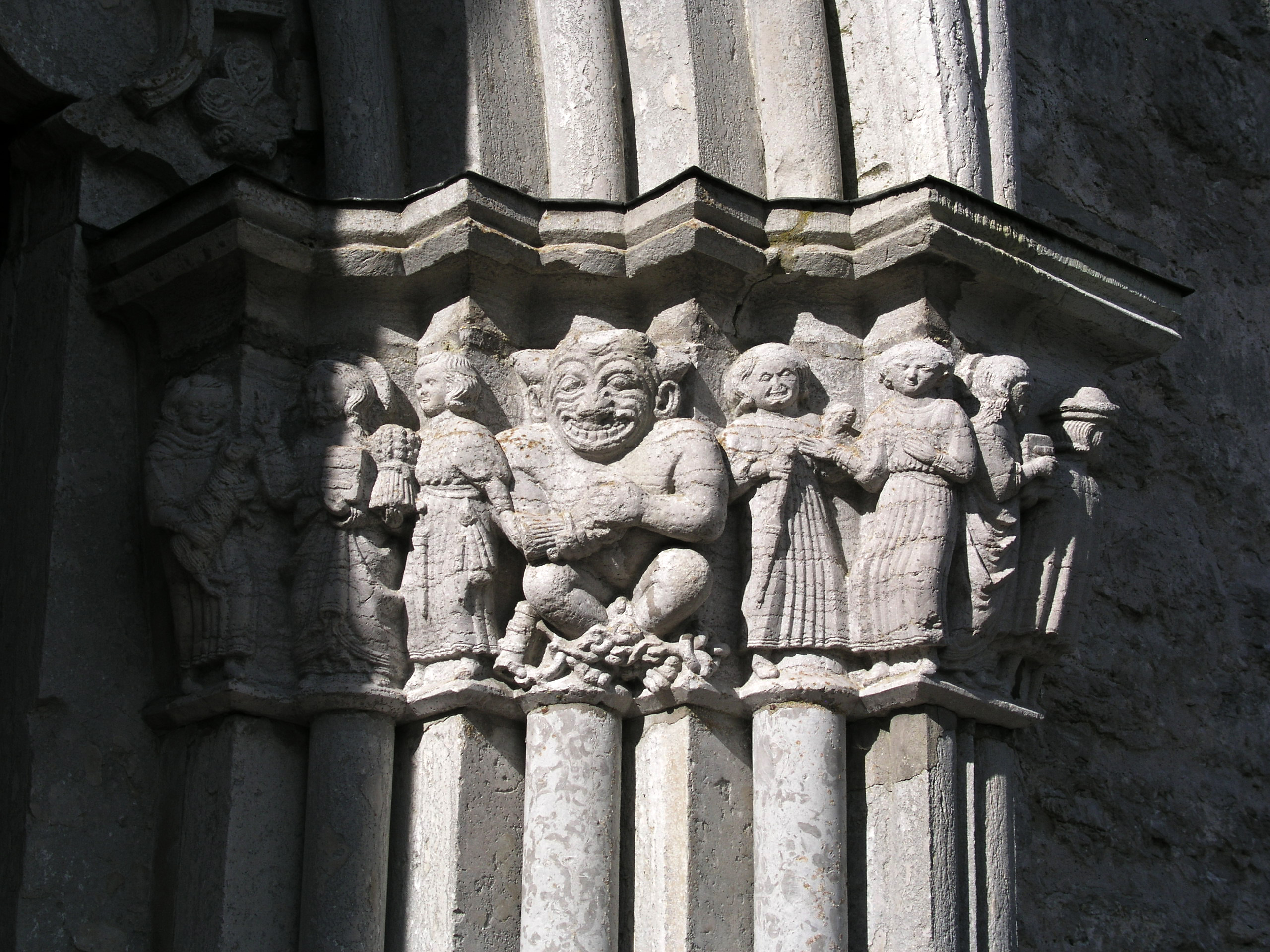
Gammelgarns kyrka – gotiskt kapitälband.
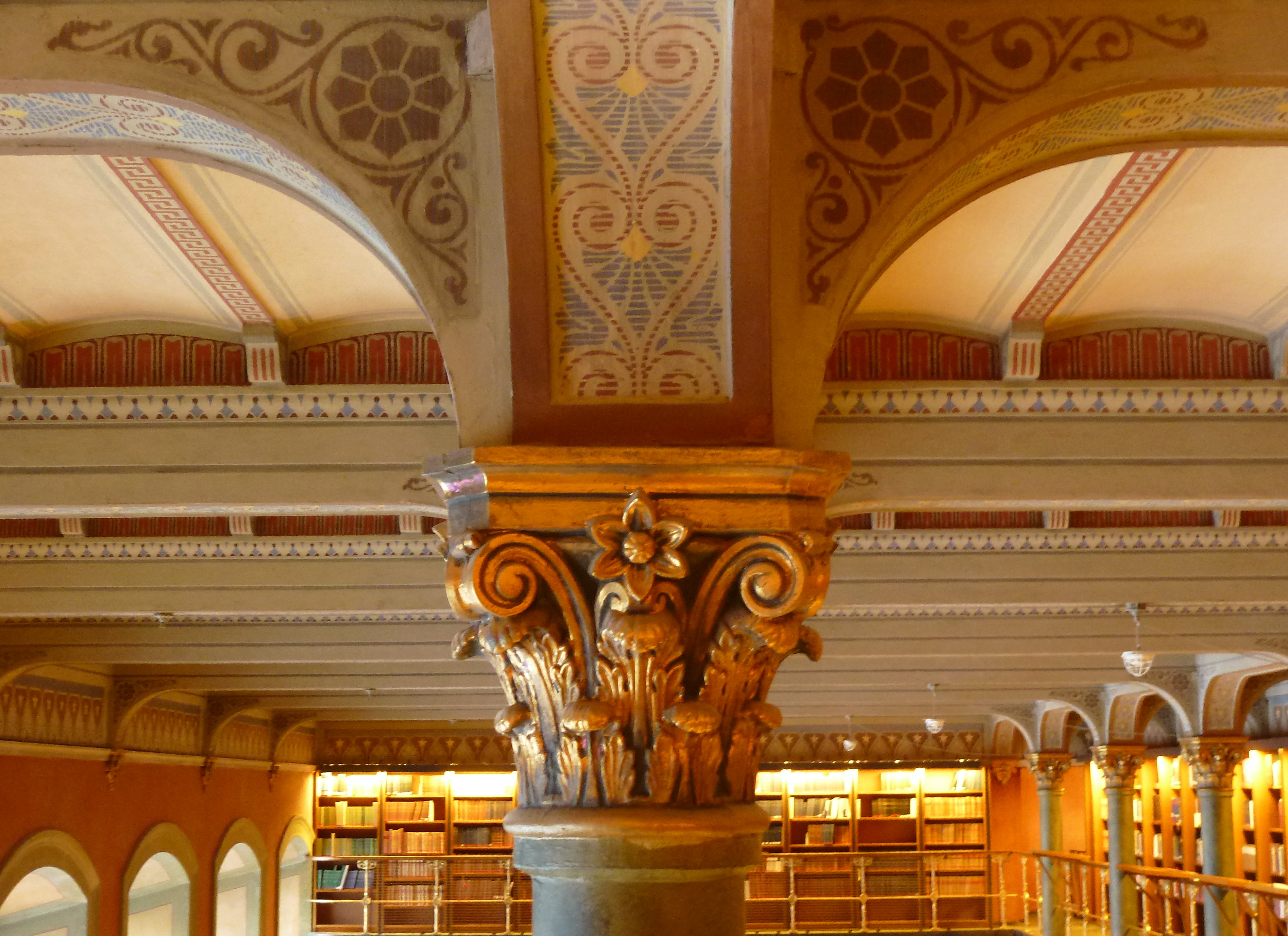
Kungliga biblioteket, läsesalen – korintiskt kapitäl.
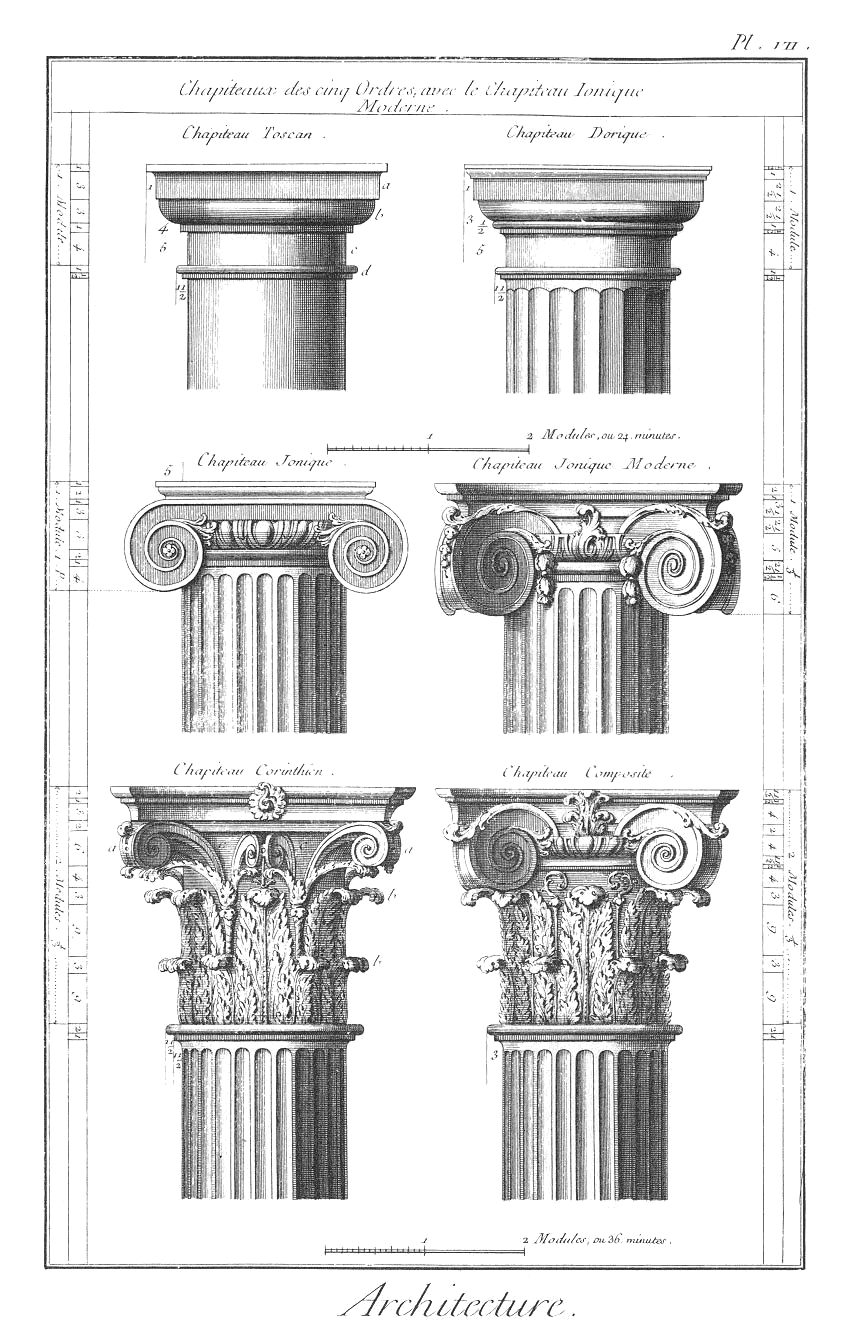
Illustration av kapitäl från en äldre, fransk encyklopedi.

## Lista över kapitäl
- bladkapitäl
- doriskt kapitäl
- djurkapitäl
- figurkapitäl
- groteskkapitäl
- impostkapitäl
- joniskt kapitäl
- knoppkapitäl
- kompositkapitäl
- korintiskt kapitäl
- palmettkapitäl
- papyruskapitäl
- persiskt kapitäl
- tallrikskapitäl
- trapetskapitäl
- tärningskapitäl
- veckkapitäl
- toskanskt kapitäl